# Wojciech Ruszkiewicz
Wojciech Ruszkiewicz (ur. 10 października 1970) – polski rugbysta, występuje w Arce od początku jej istnienia, czyli od 1996. Były reprezentant Polski. W kadrze wystąpił w 49 spotkaniach, w których zdobył łącznie 5 punktów. Dwukrotny Mistrz Polski w barwach Arki Gdynia - 2004, 2005. Rekordzista pod względem ilości występów ligowych w tym klubie.